# Cyphon patiens
Cyphon patiens es una especie de coleóptero de la familia Scirtidae.

## Distribución geográfica
Habita en Rusia.